# Wiley (Kolorado)
Wiley – miasto w Stanach Zjednoczonych, w stanie Kolorado, w hrabstwie Prowers.